# Kumbh Mela

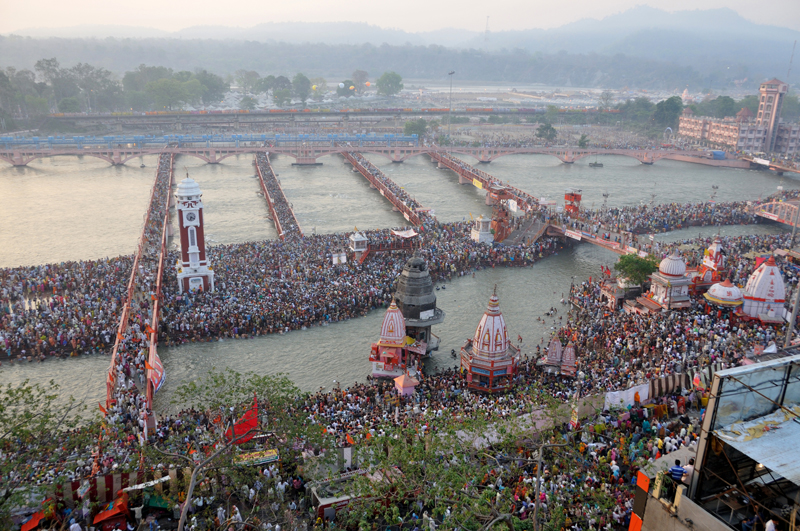
Haridwar 14. April 2010: Pilger versammeln sich am Har ki Pauri, um das dritte königliche Bad zu nehmen. (Standbild des Dokumentarfilms Amrit Nektar der Unsterblichkeit)

Kumbh Mela (Hindi कुंभ मेला kumbh melā, m., von Kumbh ‚Krug‘ und Mela ‚Fest‘, also „Fest des Kruges“) ist eine hinduistische Feier. Es gilt als das weltgrößte religiöse Fest.

## Mythologie

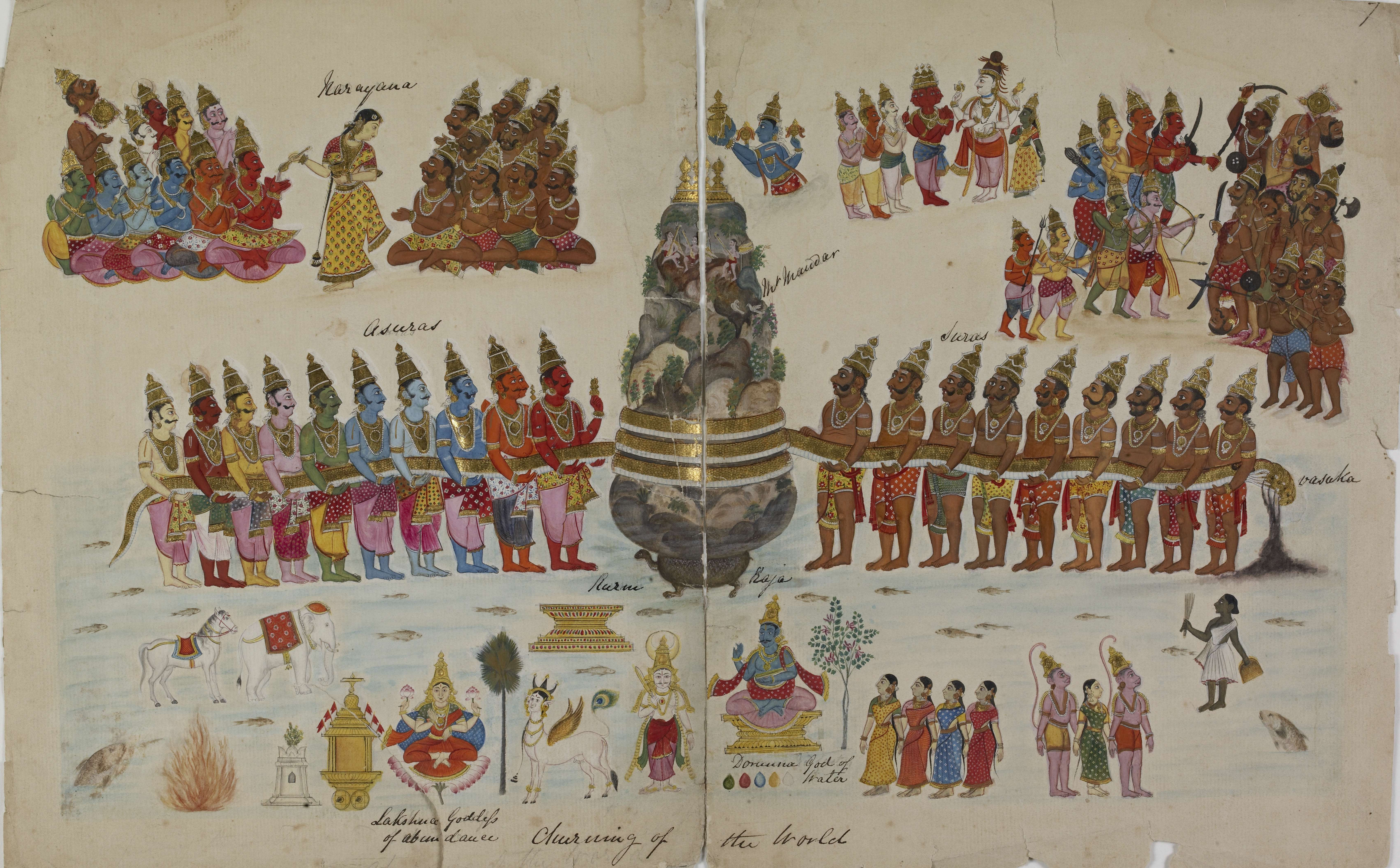
Der Schöpfungsmythos vom Quirlen des Milchozeans – Asuras (Dämonen) und Devas (Götter) quirlten gemeinsam den Milchozean (Samudra Manthana), um den göttlichen Nektar der Unsterblichkeit, Amrita, zu gewinnen

Der Name „Fest des Kruges“ hat seinen Ursprung in der Legende vom Quirlen des Milchozeans. Der Milchozean wurde von Devas (Göttern) und Asuras (Dämonen) am Anfang der Zeit mit Hilfe der Schlange Vasuki als Seil und dem Götterberg Meru gequirlt, um den Nektar der Unsterblichkeit herauszufiltern. Dieser wurde von Dhanvantari in einem runden Krug aus dem Milchozean getragen. In dem entbrennenden Streit zwischen Göttern und Dämonen fielen vier Tropfen des Unsterblichkeitsnektars (Amrita) aus dem Krug auf die Erde. An den vier Stellen sind heute die Orte Prayagraj, Haridwar, Ujjain und Nashik, an denen jeweils die Kumbh Mela stattfindet.
Immer wenn die Gestirne Jupiter, Sonne und Mond in bestimmten Aspekten präzise zueinander stehen, manifestiert sich im Glauben der Menschen Amrita in den Wassern des Ganges an den jeweiligen Stellen des Flusses und die Pilger nehmen dann ein Bad in Unsterblichkeit. Generell gilt, dass das Bad an sogenannten Tirthas von Sünden befreit. Das Baden an diesen astrologisch günstigen Tagen gilt um ein Millionenfaches mehr sündenbefreiend. Vier Städte beteiligen sich im Rotationssystem an der Ausrichtung. Fünf verschiedene Arten des Festes gibt es und sie finden in einem Drei-Jahres-, Sechs-Jahres-, Zwölf-Jahres- bzw. 144-Jahres-Rhythmus statt.

## Geschichte

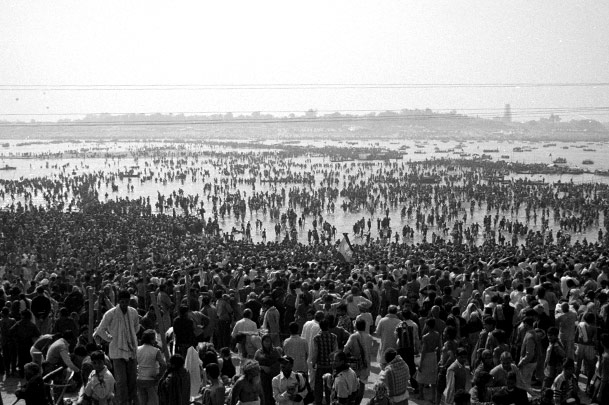
Kumbh Mela 2001

Die Kumbh Mela wird schon seit Langem gefeiert; die erste schriftliche Erwähnung findet sich jedoch erst in den Aufzeichnungen des chinesischen Reisenden Xuanzang im 7. Jahrhundert, der den Herrscher Harsha Vardhana im Jahr 644 zur Kumbh Mela nach Prayag begleitete. Er beobachtete Hindus wie auch Buddhisten und Jaina-Mönche am Triveni. 
Die nächste Erwähnung ist dann erst wieder 1822 durch Bahadur Singh Bhatnagar, als die Kumbh Mela wegen einer Pilgersteuer von nur wenigen besucht wurde. Angaben über die Menge der badenden Pilger finden sich ab dem Jahr 1906, als 2,5 Millionen am Mauni Amavashya waren. 1918 waren es drei Millionen, 1930 vier Millionen, 1942 nur noch 1,2 Millionen; 1954 stieg die Zahl wieder auf sechs Millionen Personen, sieben Millionen waren es 1966. 1977 kamen zehn Millionen, 1989 15 Millionen und 2001 30 Millionen Menschen. 2013 wurde das Fest von 34 Millionen Pilgern besucht; in diesem Jahr starben bei einer Massenpanik 36 Personen.
2017 wurde die Kumbh Mela in die UNESCO-Liste des immateriellen Kulturerbes der Menschheit aufgenommen. Im April 2021 wurde die auf Basis astrologischer Regeln festgelegte Kumbh Mela in Haridwar trotz der aktuellen COVID-19-Erkrankungswelle ohne Einschränkungen durchgeführt. Dies wird als ein Grund dafür angesehen, dass die zweite Welle der Pandemie in Indien ab Anfang Mai mit teilweise mehr als 400.000 Neuerkrankungen an einem Tag so stark ausgefallen ist.
Zur am 13. Januar 2025 begonnenen Kumbh Mela in Prayagraj wurden rund 400 Millionen Pilger erwartet. Am 29. Januar kam es zu einem Massenunglück unter den Gläubigen. Etwa 36 Millionen Menschen versuchten, am heiligen Badetag Mauni Amavasya ins Wasser zu gelangen. Sie drängten in verschiedene Richtungen, wobei viele zu Boden fielen, über Absperrungen stürzten und aufeinander traten. Mindestens 40 Menschen kamen ums Leben, Hunderte wurden verletzt.

## Tradition und Praxis
Die Große Kumbh Mela symbolisiert das beständige Streben der Menschheit nach Wissen und Erkenntnis. Manche „Wissende“ leben so zurückgezogen, dass man sie nur alle zwölf Jahre während der großen Kumbha Mela in Haridwar sieht. Der eigentliche Zweck der Mela liegt in der rituellen Waschung an einem besonders heiligen Ort zu einer besonders günstigen Zeit. Zu diesen Waschungen finden an den jeweiligen Hauptbadetagen sogenannte „Königliche Prozessionen“ (Shahi Snan) der Sadhus statt. So badeten am Hauptbadetag, dem Mauni Amavashya (Neumondtag im Januar), in Prayagraj öffentlich geschätzte 30 Millionen Pilger am Zusammenfluss von Ganges und Yamuna, dem sogenannten Triveni Sangham (Triveni: wo sich drei Flüsse treffen – zu Ganges und Yamuna trifft der unterirdische mythologische Fluss Sarasvati).
Die Versammlung von Sadhus (hinduistischen Mönchen, die während der ganzen Kumbh Mela zugegen sind und aus den entlegensten Orten Indiens zusammenkommen) gilt neben den Waschungen als Hauptattraktion der Kumbh Mela. Für viele der hinduistischen Orden ist die Kumbha Mela zudem der Ort für Einweihungen und Aufnahme von Schülern in ihre Gemeinschaft. Traditionell sind die ersten Waschungen den Naga Babas (das heißt: mit nichts als einem Lendenschurz und heiliger Asche bekleideten Sadhus) vorbehalten. Hier gab es vereinzelt Zwischenfälle in Form von Kämpfen zwischen den Naga Babas und denen, die vor ihnen ins Wasser wollten. Die Naga Babas sind traditionell Kriegermönche, die zur Verteidigung des Glaubens halfen, unter anderem gegenüber dem Islam.
Gleichzeitig werden auch Podiumsdiskussionen mit verschiedenen Rednern auch zu politischen Fragen gehalten. Die Yogalehrer Indiens protestierten im Jahr 2010 geschlossen gegen die von der indischen Regierung geplanten monumentalen Staudammprojekte, die den Ganges und dessen Zuflüsse zu einem Rinnsal werden zu lassen drohen.
| Ort (Bundesstaat)         | Fluss             | Monat                        | Purna                       | Ardh                   |
| ------------------------- | ----------------- | ---------------------------- | --------------------------- | ---------------------- |
| Prayagraj (Uttar Pradesh) | Ganges und Yamuna | Magha माघ (Jan./Feb.)         | 1977, 1989, 2001, 2013 2025 | 1983, 1995, 2007, 2019 |
| Haridwar (Uttarakhand)    | Ganges            | Chaitra चैत्र (Mrz./Apr.)      | 1974, 1986, 1998, 2010 2021 | 1980, 1992, 2004, 2016 |
| Ujjain (Madhya Pradesh)   | Shipra            | Vaishakha वैशाख (Apr./Mai)     | 1980, 1992, 2004, 2016 2028 | –                      |
| Nashik (Maharashtra)      | Godavari          | Bhadrapada भाद्रपद (Aug./Sep.) | 1980, 1992, 2003, 2015 2027 | –                      |